# Sergio Pérez Jaén
Sergio Pérez Jaén (Gerena, Sevilla, España, 4 de junio de 1997) es un futbolista español. Juega de centrocampista y actualmente está sin equipo.

## Trayectoria
Sergio nació en Gerena y se graduó en AD San José. El 21 de noviembre de 2014 se unió al Lucena CF con el que debutó en la Segunda División B.
En noviembre de 2015, Pérez se mudó al Recreativo de Huelva y regresó al fútbol juvenil. Durante la temporada 2016-17 jugaría en las filas del Atlético Onubense.
El 16 de julio de 2017, Pérez se trasladó al filial de la UD Almería  en la Tercera división y durante la temporada 2017-18 alternaría los entrenamientos con el primer equipos con sus apariciones en el filial. Tras lograr el ascenso con la UD Almería B a Segunda División B,  en la temporada 2018-19 hizo su debut en Segunda División con el primer equipo, el 17 de agosto de 2018, saliendo como sustituto de Joaquín Arzura en una derrota por 0-1 contra el Cádiz CF. Durante esa temporada alternaría el filial en Segunda B con el primer equipo.
En la temporada 2019-20, firma por el Cádiz C.F. B de la Segunda División B de España.
El 20 de agosto de 2020, firma por el Club Polideportivo El Ejido de la Segunda División B de España, por dos temporadas.
En julio de 2022, firma por la U. D. Melilla de la Segunda Federación.

## Clubes
| Club                        | País   | Año         |
| --------------------------- | ------ | ----------- |
| Lucena CF                   | España | 2015 - 2016 |
| Atlético Onubense           | España | 2016 - 2017 |
| Almería B                   | España | 2017 - 2019 |
| UD Almería                  | España | 2018 - 2019 |
| Cádiz C.F. B                | España | 2019 - 2020 |
| Club Polideportivo El Ejido | España | 2020-2022   |
| U. D. Melilla               | España | 2022-2024   |
| UD Sanse                    | España | 2024-2025   |